# Barrenkale Barrena
Barrenkale Barrena es una calle ubicada en la villa de Bilbao. Forma parte del Casco Viejo o las Siete Calles, el barrio más antiguo y el núcleo originario de la ciudad.